# أنغولا (نيويورك)
أنغولا (بالإنجليزية: Angola, New York)‏ هي منطقة سكنية تقع في الولايات المتحدة في مقاطعة إيري، نيويورك. يقدر عدد سكانها بـ 2,127 نسمة ومساحتها 3.7 كم2 وترتفع عن سطح البحر 209 متر.

## أعلام
- ويليس كارير
- كريستيان ليتنر